# Carl Gustaf von Rosen
Carl Gustaf Ericsson von Rosen (Helgesta, Flen, Södermanland, 19 de agosto de 1909-Gode, Ogaden, Etiopía, 13 de julio de 1977) fue un pionero de la aviación y militar sueco. Realizó misiones de apoyo en diferentes conflictos bélicos y misiones de combate en Finlandia, Nigeria y Etiopía. Sus misiones en apoyo de los rebeldes de Biafra fueron destacadas por el uso de la pequeña aeronave Malmö MFI-9 en misiones de ataque de objetivos en tierra.

## Primeros años y familia
Fue hijo del explorador Eric von Rosen (1879-1948) y Mary Fock —hermana de Carin Göring, la primera esposa de Hermann Göring—. Tuvo un hermano mayor, Björn (1905–1989), y una hermana menor, Birgitta Wolf (1913–2009). Estuvo casado entre 1932 y 1936 con Stina Maria Theresia (Mille) Wijkmark (1911-1994), entre 1938 y 1943 con Johanna (Hanny) Franciena Krijgsman (1912-1949), y desde 1943 hasta su muerte con Gunvor Lilian Martin (1917-2009), hija de Seth Martin y Lily Fock. Tuvo seis hijos Nils Gustaf (1932), Margaretha (1938), Yvonne (1940), Astrid (1945), Eric (1950) y Carl (1953).
Aparentemente mantuvo serias diferencias de opinión con su familia, por lo que Anthony Mockler se refería a él como la «oveja negra de la familia».
A edad temprana se interesó por los dispositivos mecánicos, atrayéndole en especial los dispositivos de vuelo, en parte por la influencia de Hermann Göring, quien fue un as en la Primera Guerra Mundial y posteriormente comandante de la Luftwaffe. La carrera de Von Rosen como piloto se inició como mecánico y piloto de un circo aéreo itinerante, convirtiéndose en un experto piloto de acrobacias, lo cual le fue útil posteriormente.

## Segunda guerra ítalo-etíope
Durante la Segunda guerra ítalo-etíope, cuando las tropas de Benito Mussolini atacaron Etiopía, von Rosen llevó a cabo misiones de apoyo, llevando alimentos y suministros para la Cruz Roja. También evacuó en varias ocasiones a las víctimas del campo de batalla en situaciones extremadamente peligrosas. A consecuencia de ello, recibió quemaduras por el gas mostaza utilizado por las tropas italianas.

## Segunda Guerra Mundial
Al regresar de Etiopía, se puso a trabajar en la neerlandesa KLM, la primera aerolínea pública en el mundo, de la que fue uno de sus principales pilotos. Se casó con una neerlandesa, pero su felicidad se truncó al estallar la Segunda Guerra Mundial. Cuando los rusos atacaron Finlandia, en la llamada Guerra de Invierno, von Rosen renunció a su trabajo para ejecutar misiones de bombardeo para la aviación finlandesa. Un año después, cuando los alemanes atacaron los Países Bajos, von Rosen se marchó a Inglaterra, donde se puso a las órdenes de la RAF, pero fue rechazado debido a su relación familiar con Hermann Göring. La esposa de von Rosen se unió a la resistencia durante la guerra, mientras él continuaba pilotando para la KLM la peligrosa ruta Londres-Lisboa.

## Posguerra
Entre 1945 y 1956 von Rosen trabajó en Etiopía como instructor para la Fuerza Aérea Etíope. A pesar de los valiosos servicios prestados a Etiopía, las intrigas en contra de él, en especial por parte de su asistente Assefa Ayene, hicieron sus condiciones de trabajo tan frustrantes que optó por regresar a Suecia. Posteriormente von Rosen sirvió como piloto para el segundo Secretario General de la Naciones Unidas, Dag Hammarskjöld. Sin embargo, von Rosen se encontraba de licencia por enfermedad cuando Hammarskjöld murió en un accidente aéreo mientras mediaba la Crisis del Congo.

## Guerra de Biafra

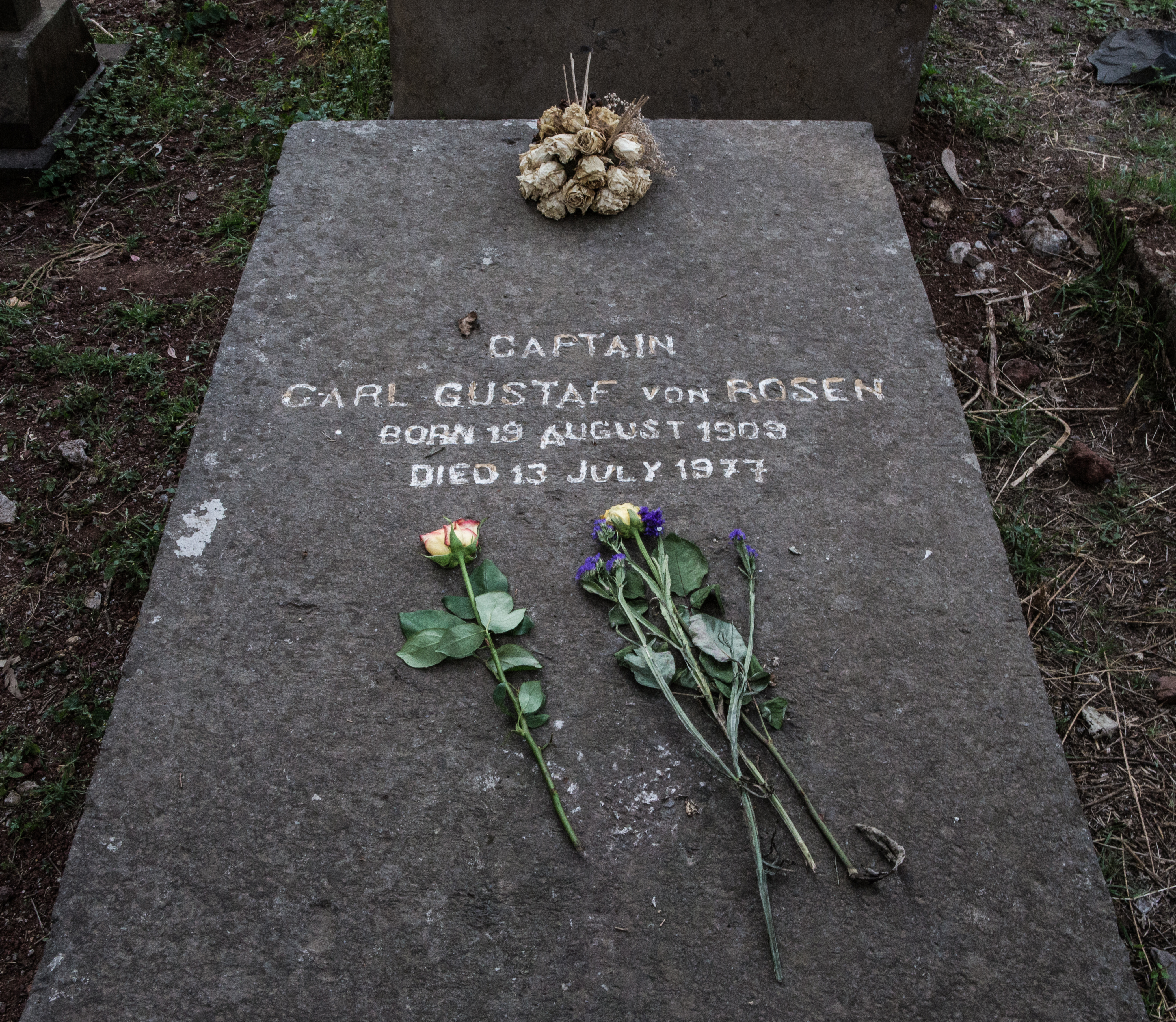
Tumba de Carl Gustaf von Rosen (Adís Abeba, Etiopía)

La participación de von Rosen en África no terminó en la Crisis del Congo. Obtuvo fama internacional siete años después cuando realizó misiones de rescate, haciendo parte de las organizaciones de ayuda, durante la Guerra de Biafra, una república separatista de Nigeria. Estas misiones incluyeron vuelos de DC-7 desde São Tomé hasta Uli (Nigeria) a ras del nivel del mar en agosto de 1968.
Contrariado por los estragos infligidos a la población civil de Biafra y el continuo acoso a las misiones de rescate por parte de la Fuerza Aérea Nigeriana, que había concebido un plan en colaboración con el servicio secreto francés para responder a las agresiones, importó cinco pequeñas aeronaves civiles Malmö MFI-9 fabricadas por la compañía SAAB, las cuales habían sido diseñadas inicialmente para misiones de ataque a objetivos en tierra. Hizo pintar los aviones en color camuflado, procedió a armarlos con cohetes de fabricación francesa (Matra) y junto a un grupo de amigos formó un escuadrón llamado los Bebés de Biafra destinado a golpear las bases aéreas desde las cuales la aviación nigeriana lanzaba sus ataques contra la población civil biafrana. El 22 de mayo de 1969, y durante los días siguientes, von Rosen con sus cinco aeronaves lanzaron ataques contra campos de aviación en Port Harcourt, Enugu, Benín y otros aeropuertos menores. Los nigerianos fueron tomados por sorpresa y una cantidad de costosas aeronaves, incluyendo algunos cazas MiG-17 y tres de los seis bombarderos Ilyushin Il-28, fueron destruidos en tierra.

## Regreso a Etiopía
En 1974 realizó misiones de ayuda para las víctimas de la hambruna y sequía en Etiopía.
La última acción realizada por von Rosen fue en África en 1977, durante la Guerra de Ogaden entre Etiopía y Somalia. Mientras efectuaba misiones de ayuda para los refugiados, resultó muerto en tierra durante un ataque sorpresa somalí cerca de Gode.